# Wallflowers
Wallflowers (укр. Жовтушники) — п'ятий студійний альбом українського метал-гурту Jinjer, який вийшов 27 серпня 2021 року на лейблі Napalm Records.
Назва альбому перекладається як назва роду рослин — жовтушник. Але учасники гурту вибрали таку назву через те, що жовтушниками часто називають людей з інтроверсійним типом особистості або, в більш складних випадках, з соціофобією.

## Про альбом
У одному з інтерв'ю Тетяна Шмайлюк розповіла, що на початку запису альбому альбом носив назву однієї з пісень альбому, а саме «As I Boil Ice» (укр. А я варю лід). Але так як були вже напрацювання щодо оформлення буклету до альбому та його обкладинки цю ідею відкинули. Після запису пісні «Introvert» (укр. Інтроверт) Тетяна запропонувала змінити її назву через простоту і прямолінійність, через що назву треку змінили на «Wallflower» (укр. Жовтушник), що означала сором'язливих та замкнутих людей. Потім було вирішено назвати так і увесь альбом, «Wallflowers», оскільки ця назва підходила до вже наявних матеріалів.
Гурт анонсував дату виходу нового альбому та перший сингл разом з відеокліпом під назвою «Vortex» (укр. Вихровий) 17 червня 2021 року. Режисером відео був Шах Таліфта. Датою релізу альбому вибрали 27 серпня 2021. Про свій матеріал музиканти висловились:
|  | Трек, як і альбом, — наш найінтенсивніший, найбільш несамовитий та особистий досвід у нашій історії. Ми можемо чесно сказати: від музики до візуалу — це найкращий матеріал, який ми записували. |

Другий сингл «Mediator» (укр. Посередник) та відеокліп на нього побачив світ 28 липня 2021. Режисером відеокліпу став Шах Таліфта. За словами Тетяни назву пісні вона взяла з результату онлайн-тесту по визначенню типу особистості, який вона пройшла за порадою друга.
Третій сингл з відео були опубліковані 25 серпня 2021 року, режисером відео виступив Переверзєв Василь. Сингл називався «Wallflower».
Також гурт випустив два відеокліпи на пісні з альбому після виходу альбому. Відео на композицію «Disclosure!» (укр. Розкриття) випустили 15 листопада 2021, режисер відео — Василь Переверзєв. Кліп на трек «Call Me a Symbol» (укр. Називай мене символом) вийшов 8 червня 2022 та складався з відео, які були відзняті протягом європейського туру команди у 2021 році, змонтував відео режисер Олег Руз.

## Список композицій
Автор слів Jinjer, автор музики Jinjer. 
| #                          | Назва                     | Тривалість |
| -------------------------- | ------------------------- | ---------- |
| 1.                         | «Call Me a Symbol»        | 4:21       |
| 2.                         | «Colossus»                | 3:37       |
| 3.                         | «Vortex»                  | 4:02       |
| 4.                         | «Disclosure!»             | 3:47       |
| 5.                         | «Copycat»                 | 4:23       |
| 6.                         | «Pears and Swine»         | 5:20       |
| 7.                         | «Sleep of the Righteous»  | 4:32       |
| 8.                         | «Wallflower»              | 4:18       |
| 9.                         | «Dead Hands Feel No Pain» | 4:09       |
| 10.                        | «As I Boil Ice»           | 4:22       |
| 11.                        | «Mediator»                | 4:30       |
| Загальна тривалість: 47:22 |                           |            |

## Учасники запису
У записі альбому взяли участь:

### Jinjer
- Тетяна Шмайлюк — спів;
- Роман Ібрамхалілов — гітара;
- Євген Абдюханов — бас-гітара;
- Влад Уласевич — ударні.

### Інші учасники
- Макс Мортон — продюсування, запис, зведення[en], мастеринг;
- Дмитро Кім — асистент звукоінженера;
- Філіп Шустер — художнє оформлення.

## Позиції в чартах
| Країна          | Чарти (2021)                       | Найвища позиція | Прим.  |
| --------------- | ---------------------------------- | --------------- | ------ |
| Велика Британія | UK Rock & Metal Album              | 5               | [ 12 ] |
| Німеччина       | German charts                      | 7               | [ 13 ] |
| Канада          | Canada Hard Music Albums           | 1               | [ 13 ] |
| США             | US Billboard Top New Artist Albums | 1               | [ 13 ] |
| США             | US Current Hard Music Albums chart | 2               | [ 13 ] |
| Шотландія       | Scottish Albums                    | 62              | [ 12 ] |